# 434cam
A 434cam, teljes nevén 4'34" Camerata egy szabad művészettel foglalkozó, főleg kortárs zenei rögtönzésekre épülő művészeti társaság.

A 4'34" Camerata logója

## Előzmény
A társaságnak több előzménye volt, elsősorban zeneiek.
A 2000-es évek első évtizedében 3 fiatal zeneszerző, Bartók György, Bujdosó Márton és Szervác Attila elsősorban Budapesten több kulturális helyszínen is felléptek, például a Trafóban vagy az egykori Tűzraktérben Dodeskaden néven kisebb vagy teljesebb részben általuk szervezett összművészeti rendezvényeken.
2011-től próbahelyeik megszűntek és mivel ezzel összefüggésben Szervác évekig külföldre kényszerült, a zenekar e néven nem működött tovább.

## Tevékenység

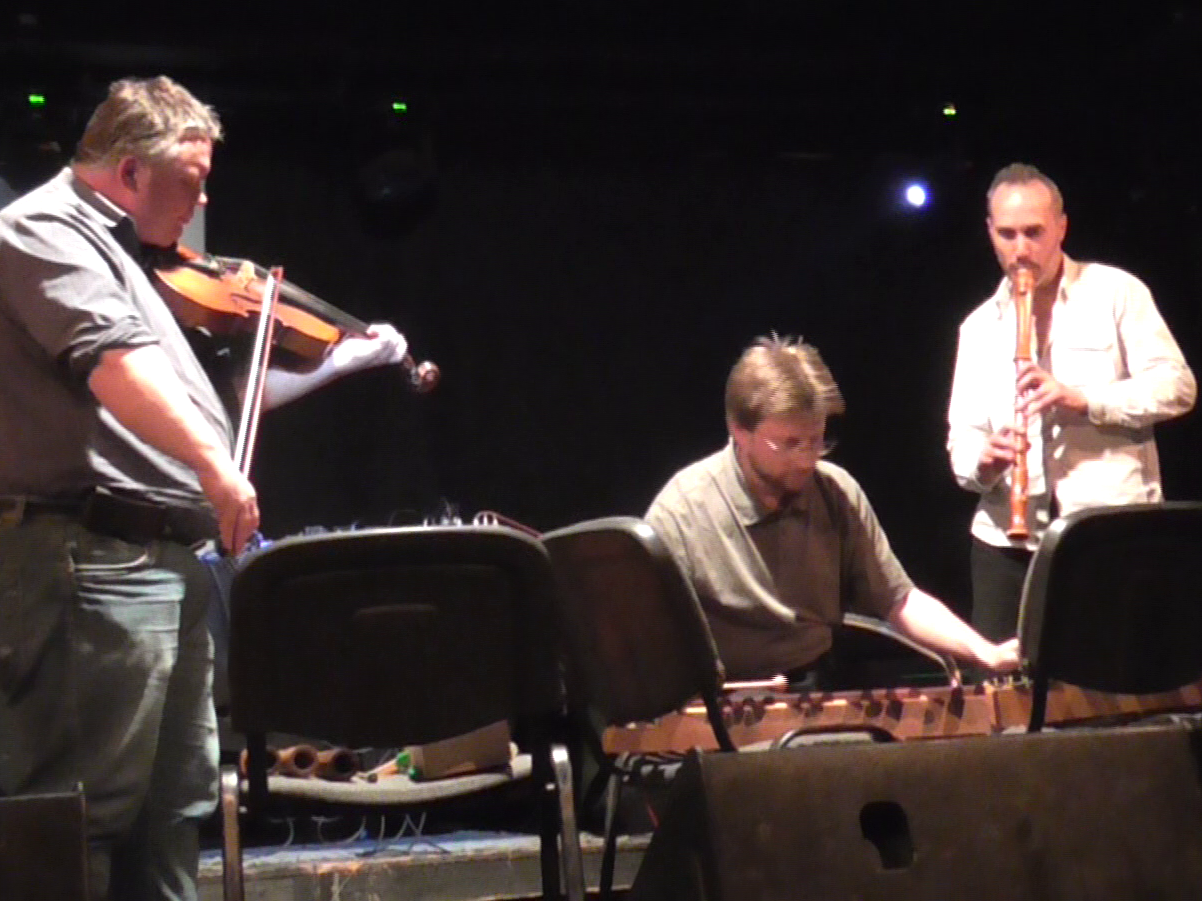
A 4'34" alapítói Sőrés Zsolttal

A 4'34" 2013-ban kezdett formálódni, és a társaság alapító tagjai, Bujdosó és Szervác egy kisebb performatív improvizációval először 2014 Nőnapján (Frissek minifesztivál) lépett fel.
Tagjai ezután több jubileumi rendezvényen részt vettek, mint például a Magyar Költészet Napján, vagy a Bach 330 egyéves összművészeti projektben.
2015-ben a 434 Camerata szervezésében is történt összművészeti rendezvényeken elkezdtek olyan zenészek is közreműködni, mint például Vázsonyi János, Sőrés Zsolt és mások. A társaság jelenleg a fenti és a Netizeneszerzetek projektet futtatja, több helyszínen, például a G3 Centerben, illetve libre art tankönyvet készít a Kis ZeneTánc Gyakorlatok program keretében.

## Galéria

A 4'34" cam. logója (útvonallá alakított változat)
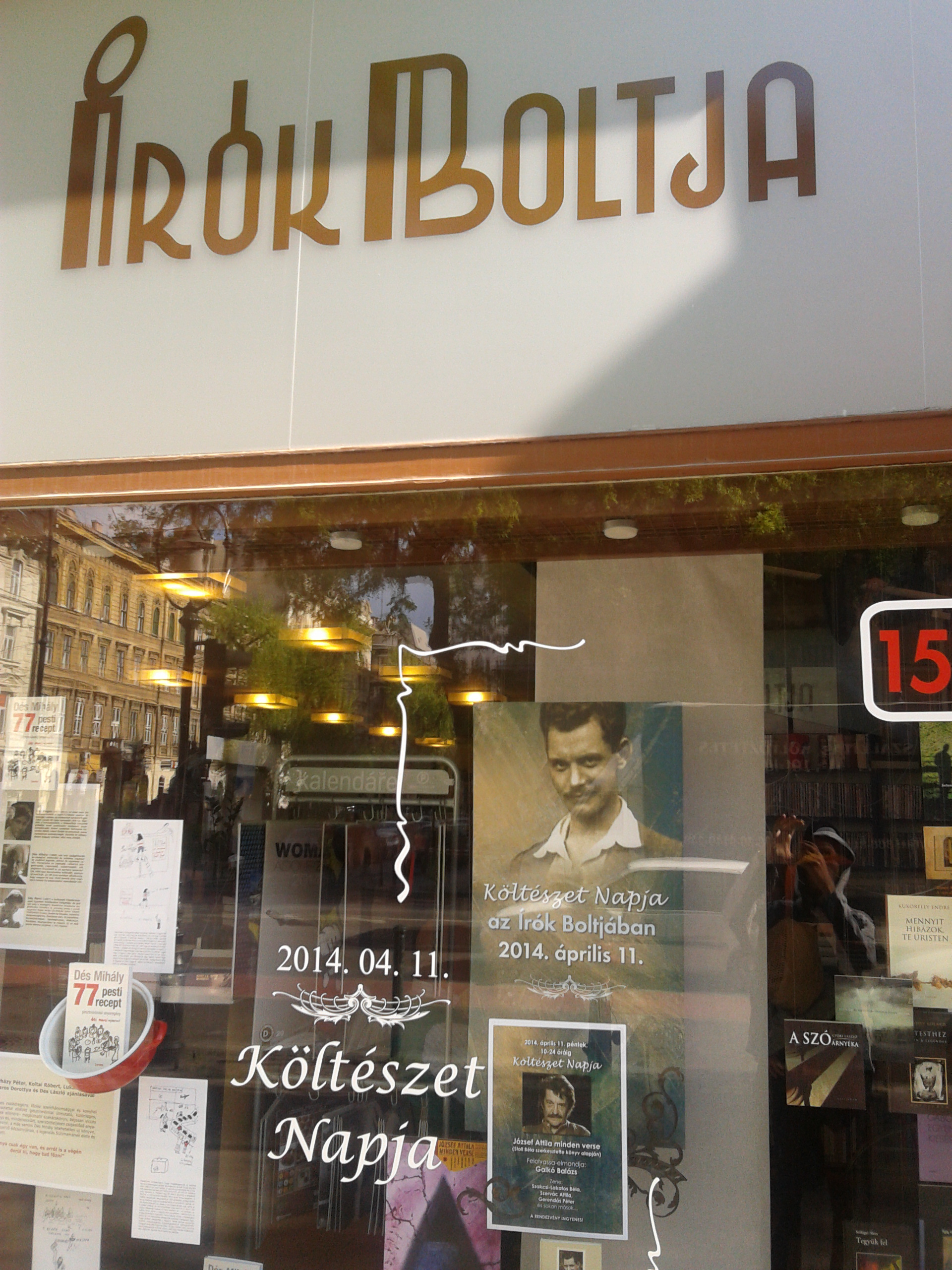
Az Írók Boltja a költészet napján, Galkó Balázzsal játszanak a 4'34" tagjai
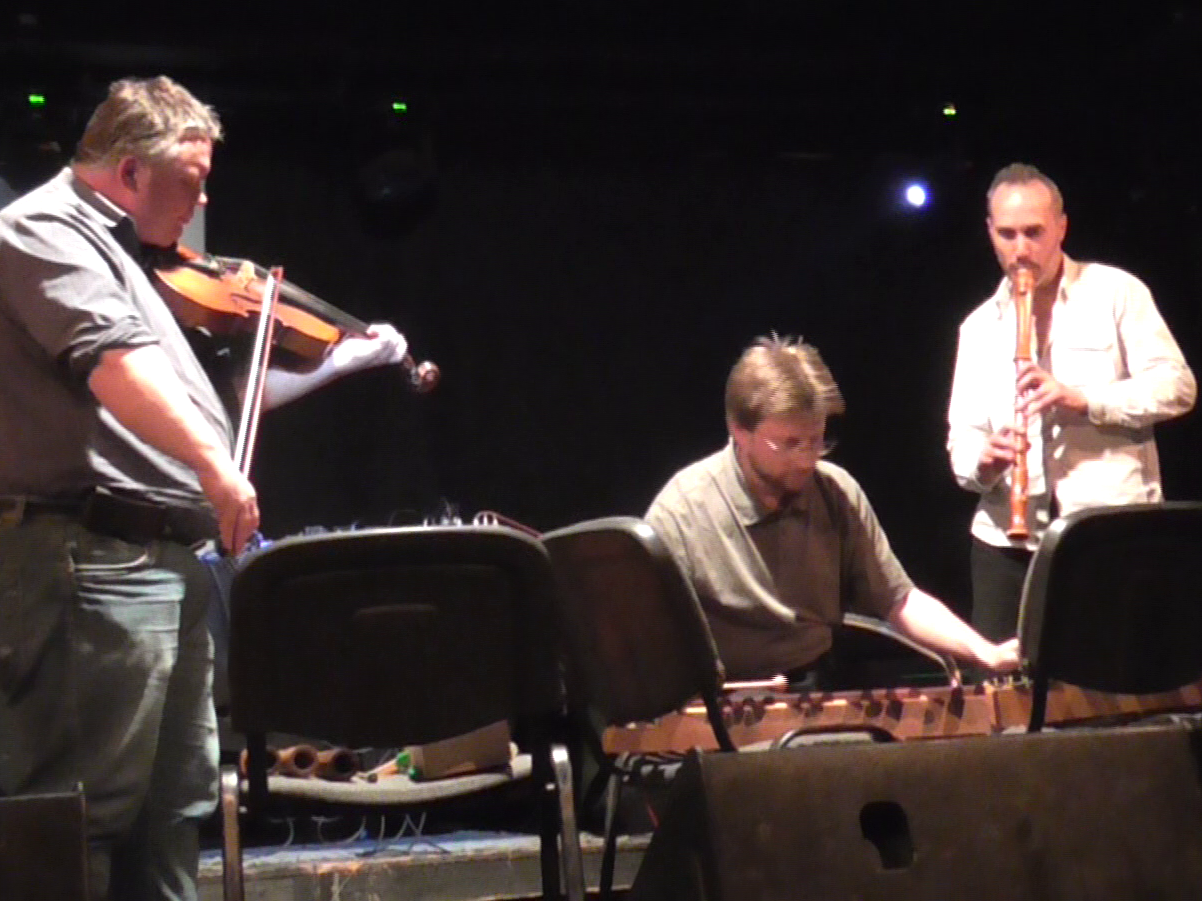
A 4'34" alapító tagjai Sőrés Zsolttal